# Ayreon
Ayreon — музичний проєкт нідерландського співака, музиканта і продюсера Ар'єна Антоні Лукассена. Однойменний гурт грає в жанрі прогресивного року, прогресивного металу і пауер-металу з елементами фолку, електроніки й класики, та відомий своїми альбомами на філософську і науково-фантастичну тематику. Кожен альбом оповідає окрему історію та є рок-оперою з кожного разу новим вокалістом. Більшість обкладинок альбомів гурту виконано художником Джефом Бертелсом.

## Учасники
Постійні
- Ар'єн Антоні Лукассен – вокал, гітара, бас-гітара, клавішні інструменти, орган Гаммонда, мелотрон, мандоліна, різні інші (1995–дотепер)

Співучасники
- Ед Вербі — барабани, ударні інструменти (1998–дотепер)
- Йоост ван ден Броек — піаніно, синтезатор (2004-дотепер)
- Єроен Гуссенс — флейта (2004-дотепер)
- Бен Метот — скипка (2007–дотепер)

та різні запрошені учасники.

## Дискографія

### Студійні альбоми
| № | Дата виходу | Назва | Зміст/сюжет |
| - | ----------- | --- | --- |
| 1 | 1995        | The Final Experiment                                                                                       | У 2084 році Земля спустошена ядерною війною. Вчені просилають у минуле телепатичний сигнал в надії змінити історію. Проте його отримує середньовічний сліпий бард Еріен при дворі короля Артура. Бард щоночі бачить видіння прийдешньої катастрофи, але йому ніхто не вірить. Врешті чаклун Мерлін позбавляє його видінь, але віщує — новий бард розповість те саме в XX столітті — тобто Ар'єн. |
| 2 | 1996        | Actual Fantasy                                                                                             | Містить окремі історії, натхненні фантастичними фільмами свого часу. |
| 3 | 1998        | Into the Electric Castle                                                                                   | Восьмеро персонажів різних епох опиняються в іншому вимірі, де мусять пройти випробування. Вони стають об'єктами експериментів іншопланетян — Вічних. |
| 4 | 2000        | Universal Migrator Part One: The Dream Sequencer & Universal Migrator Part Two: The Flight of the Migrator | Продовження «The Final Experiment». Остання людина, марсіанський колоніст, завдяки машині «Синтезатор мрій» вселяється в різних жителів минулого і переживає їхні життя. Він стає навіть Еріеном, але не може керувати долями предків. Бажаючи все нових відчуттів, остання людина досліджує все давніші епохи і виявляє на початку історії Всесвіту істоту — Вселенського Мандрівника, який створює життя. «Синтезатор мрій» перевантажується, але істота доручає колоністу стати новим Вселенським Мандрівником і той вирушає створити нову Землю й нових людей. |
| 5 | 2004        | The Human Equation                                                                                         | Головний герой, «Я», перебуває в комі після автомобільної аварії. Поки його родина сподівається на його одужання, «Я» замкнений в полоні власного розуму, переживаючи заново різні моменти свого життя. |
| 6 | 2007        | 01011001                                                                                                   | Приквел «The Final Experiment». На планеті Y живуть Вічні — безсмертні істоти, об'єднані в єдиний розум, однак їхнє життя підтримується машинами, позбавлючи емоцій. Відчуваючи неповноцінність такого безсмертя, Вічні розшукують Вселенського Мандрівника і коли той заносить життя на Землю, спрямовують його розвиток аби створити собі спадкоємців — людей. Та люди надто швидко розвивають технології, втрачають емоції та встигають знищити себе до того, як Вічні можуть допомогти.                                                                        |
| 7 | 2017        | The Source                                                                                                 | Приквел «01011001». Предки Вічних з планети Альфа довіряють вирішення своїх проблем комп'ютеру. Але той вирішує за найдоцільніше знищити все населення. Група вцілілих виявляє планету Y та вирушає туди почати нове, як вони вважають, вічне й досконале життя. |

### Сингли
| № | Дата виходу | Назва                    | Альбом                                         |
| - | ----------- | ------------------------ | ---------------------------------------------- |
| 1 | 1995        | Sail Away to Avalon      | The Final Experiment                           |
| 2 | 1996        | The Stranger from Within | Actual Fantasy                                 |
| 3 | 2000        | Temple of the Cat        | Universal Migrator Part 1: The Dream Sequencer |
| 4 | 2004        | Day Eleven: Love         | The Human Equation                             |
| 5 | 2004        | Loser                    | The Human Equation                             |
| 6 | 2005        | Come Back to Me          | The Human Equation                             |

### Збірки
- Ayreonauts Only (2000)
- Timeline (2009)

### Живі альбоми
- The Theater Equation (2016)[1]